# Erdeifenyő

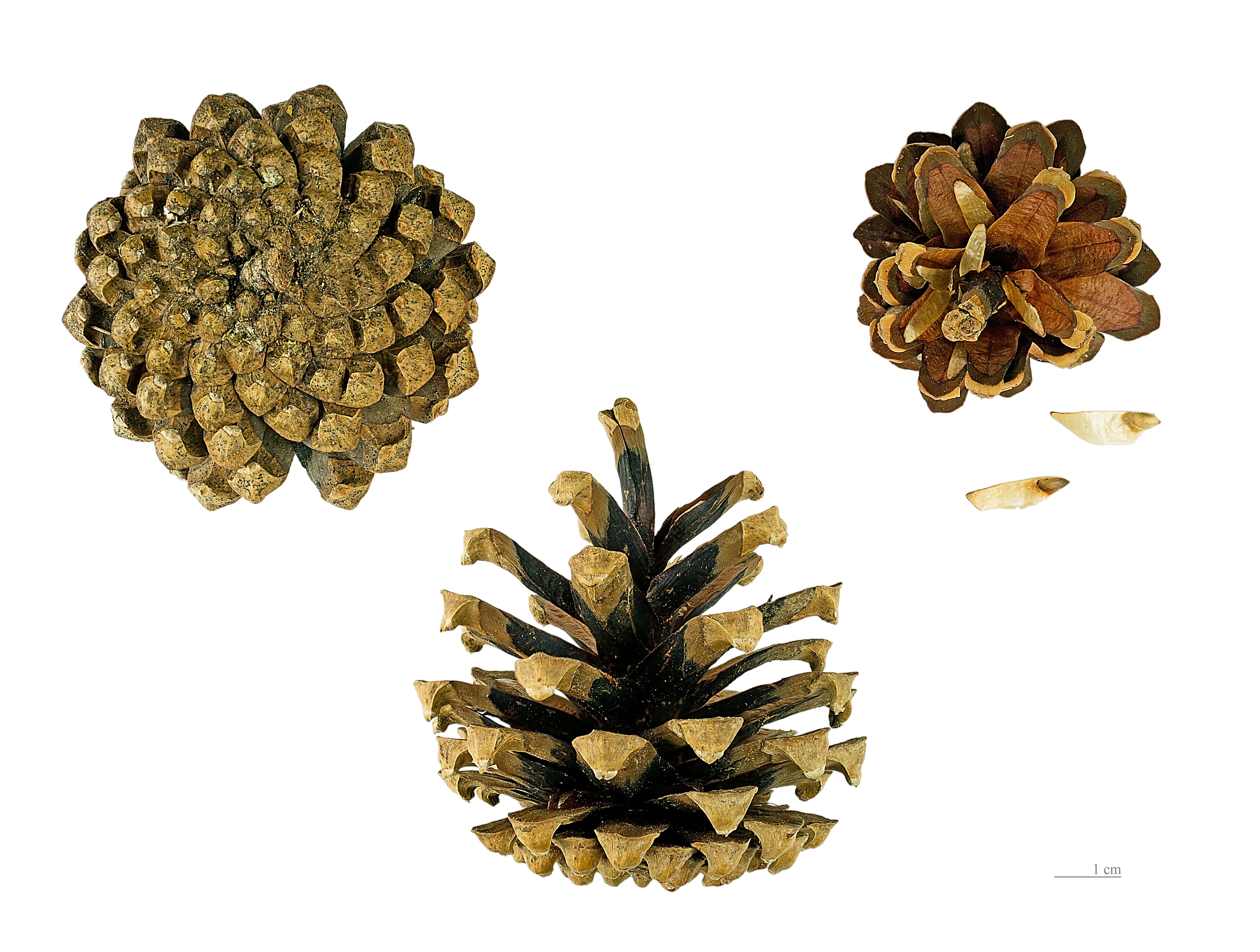
Az erdeifenyő tobozvirágzata

Az erdeifenyő (Pinus sylvestris) a Pinus (fenyő, tűnyalábos fenyő vagy hosszútűs fenyő) nemzetség egyik faja, az egyik legellenállóbb és legigénytelenebb fenyő. A növény legtöbb részét hasznosítja a feldolgozóipar, az illóolaját is beleértve.

## Származása, elterjedése

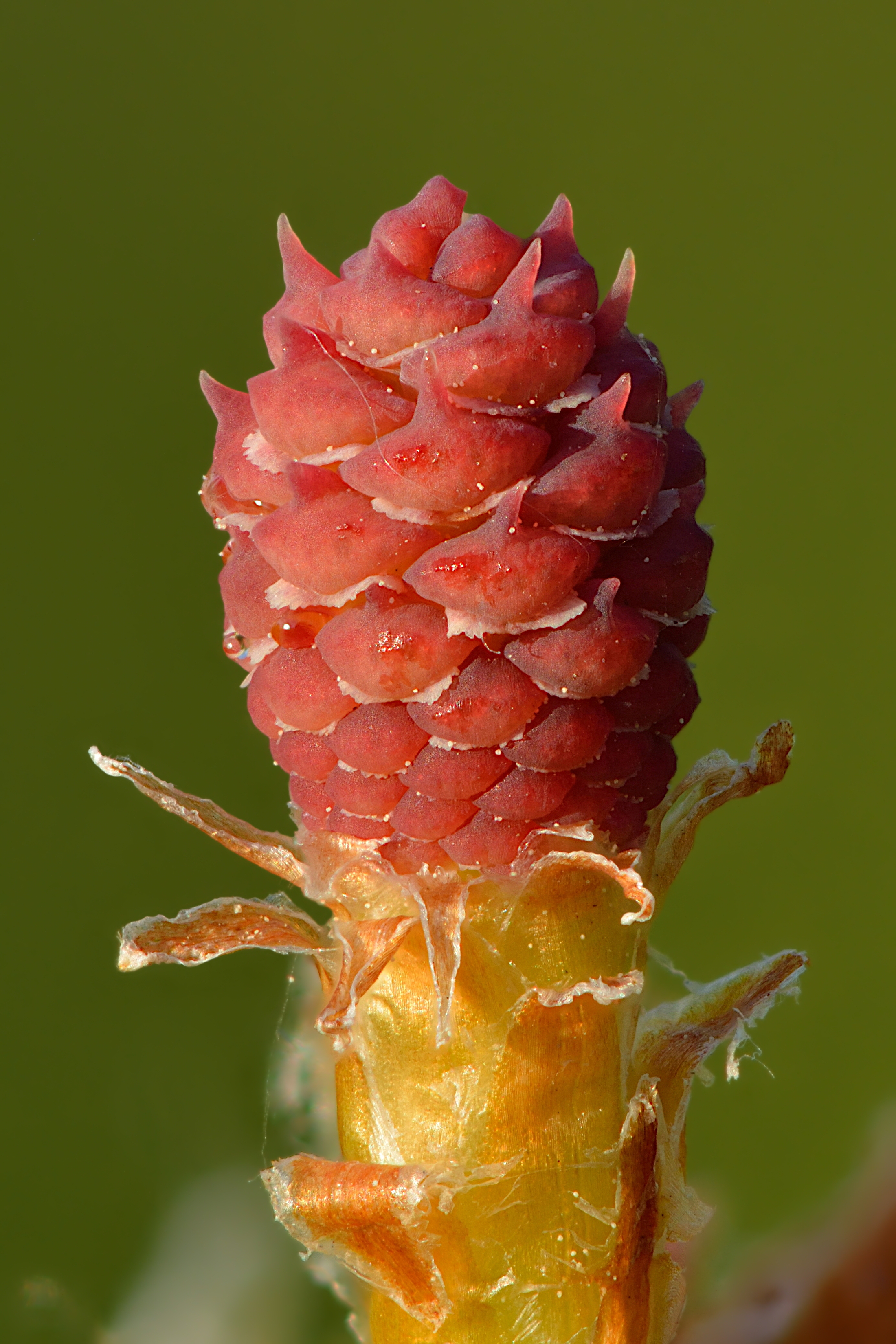
Az erdeifenyő fiatal toboza

Nemzetségének többi tagjához hasonlóan az északi (Holarktikus) flórabirodalomban honos. Nemzetségének legelterjedtebb faja: Spanyolországtól Közép-Szibériáig több mint egymillió km²-en nő. Az eurázsiai–boreális flóraterület három domináns fenyőjének egyike (a luc és a vörösfenyő mellett).
A feltehetően Kelet-Ázsiából származó faj már a földtörténeti harmadidőszakban meghódította Európát. Elterjedési területe a jégkorszakban a felmelegedések és lehűlések hatására többször is jelentősen eltolódott északnak, illetve délnek. Déli határvidéke mára erősen feldarabolódott.
Magyarországon őshonos Nyugat- és Dél-Dunántúlon Dél-Somogyig és Zselicig, a Dunántúli Középhegységben a Fenyőfő–Bakonyszentlászló vonaláig, továbbá a Sátor-hegység határszélein. Védett fajokban gazdag erdeifenyvesek nőnek a Délnyugat-Dunántúl (Praeilliricum flóravidék) savanyú talajain.

## Megjelenése, felépítése
Kedvező körülmények között 20–35 m magasra nő (megfelelő erdőben a 40 m-t is elérheti). Törzse egyenes. Ágai örvökben nőnek, ezért a fiatal példányok kora az örvek számából könnyen megállapítható. Idősebb korában ágtisztán felkopaszodik. Kérge a talajhoz közel vastag, mélyen barázdált, szürkésbarna, a magasabb részeken vékonyabb, vöröses, esetenként narancsos. Az idős példányok kérge nagy lapos táblákra repedezik.
A koronája ritka: fiatalon kúpos, később ellaposodik, ernyőszerűvé válik.
6–12 mm hosszú rügyei tojásdadok, a felületük nem gyantás. Tavasszal a vegetatív rügyek megnyúlnak, és az így kialakuló, zsenge szárcsúcsokat fiatal levelek borítják.
Tűlevelei kettesével nőnek a törpehajtásokon, ezért sorolják a „kéttűs fenyők” informális csoportjába. A két levél tövét közös hártya burkolja. Sűrű, kemény és merev, 5–7 centiméteres, a legtöbbször jól láthatóan csavarodott leveleinek keresztmetszete félhold alakú, kissé lapos. A sötét kékeszöld levelek csúcsa hegyes, a szélük fűrészes.
A porzós virágzata sárga, a termős toboz fiatalon zöld, majd ahogy a tobozpikkelyek elfásodnak, fokozatosan megbarnul. A tojásdad alakú toboz 2,5–7 cm hosszú, 3,5 cm széles, a fás pikkelyek csúcsa rombusz alakban megvastagodik. Magvai szárnyasak.

## Életmódja, élőhelye
Az eurázsiai–boreális flóraterületen klimaxfaj, attól délre alárendelt szerepet játszik. Vadon sovány, savanyú talajú, köves helyeken terem: sziklás hegyoldalakon, meredek folyópartokon, homokon, domb- és hegyvidéken, szélsőséges élőhelyeken. Tőzeglápon helyettesítheti a lucfenyőt. Erdészeti ültetvényeit gyakran a feketefenyővel együtt (egymás mellett, ritkábban vegyesen) alakítják ki.
A direkt napfényt vagy a félárnyékot kedveli. Fagytűrő, a szárazságot és a magas talajvizet, a közepes levegő- és/vagy talajszennyezést egyaránt elviseli. Magról szaporítható. Lassan bomló, gyantás tűlevelei vastag avarrétegben gyűlnek össze alatta. A levelek (törpehajtások) néhány évig az ágakon maradnak:
- sík vidéken ez általában 3–6 esztendő,
- a magashegységekben akár 13 év is lehet,
- mostoha körülmények között (például Veszprém vármegyében) csak 2-3 év.[3]

Magvai sok sziklevéllel csíráznak. Viszonylag gyorsan nő; a 100 éves egyedek törzse jó termőhelyen 30–35 méter, kivételes esetekben akár 48 méter magas is lehet, átmérője elérheti az 1,5 métert. Négyszáz–ötszáz éves koráig is elélhet.
Az utolsó eljegesedés idején hazánk nagy részét erdeifenyvesek borították, ám az azt követő felmelegedésben különböző lombos fajok (például bükk és tölgyek) lassan északra, illetve a magasabb hegyekre szorították őket.
Szinte bármilyen talajon megél; agyag-és homoktalajokon egyaránt előfordul. A talaj mésztartalmára sem érzékeny — olyannyira, hogy Magyarországon őshonosnak tekintett erdeifenyveseket csak meszes talajon, a Zalai-dombság északi részén, a Kőszegi-hegységben Velem környékén, valamint Fenyőfő és Bakonyszentlászló között találhatunk (homoki erdeifenyves – Festuco vaginatae – Pinetum sylvestris). Ezek a társulások kis kiterjedésük és rossz megújuló képességük miatt veszélyeztetettek.
Fentieknek megfelelően Magyarországon egyaránt találhatók
- a mészkedvelő (Erico–Pinetea):
  - Kőszegi-hegység: kelet-alpi erdeifenyves (Chamaebuxo–Pinetum erdőtársulás),
  - zalai erdeifenyves (Lino flavae – Pinetum erdőtársulás) és
- a mészkerülő tű- és lomblevelű elegyes erdők (Pino–Quercetalia) erdőtársulásai.

Pionír fafaj, amely igen kedvezőtlen körülmények között is megél. A jobb termőhelyekről más fás növények könnyen kiszorítják, ezért erdőalkotóvá csak a más fák számára már túl kedvezőtlen területeken – jellemzően a tajgán – válik. Mivel a száraz, sekély talajú területeken is megél, ezért az akác és a feketefenyő mellett nagy szerepe volt a 19-20. század fordulóján kezdett alföldi homokfásításban azokon a területeken, ahol az erdőirtások és a mocsarak lecsapolása miatt a talaj elvékonyodott vagy teljesen eltűnt.
Klimax állapotú erdeiben a sűrű tűlevelek miatt alig jut fény a talajra, ezért aljnövényzete alig van (szinte már nincs is). Örökzöld fa lévén folyamatosan hullajtja a leveleit, így egész évben zöldell.
A vizes termőhelyeken és a szikeseken nem nő. Az erősen szennyezett levegőt rosszul tűri; az ipari körzetekben állományai pusztulnak. Ennek tünetei:
- koronaritkulás,
- tőhullás,
- nekrotikus foltok a tűleveleken.

A 19. század vége óta értékes bútorfája miatt is ültetik. Mára Magyarország legelterjedtebb fenyőfajává vált: 2006-ban 131 000 hektáron nőtt – az a fenyőerdők 60%-, összes erdőterületünk 7%-a.
Legidősebb magyarországi példányai a Fenyőfőnél található, 220 éves „iszonyatos fák”. Legmagasabb nyilvántartott hazai példánya a Somogy vármegyei Kaposgyarmaton álló, 33 m magas „Balla-fenyő”. A legnagyobb törzskörmérettel (345 cm) egy, az alcsútdobozi arborétumban álló példány büszkélkedhet.

### Társulásai Majer szerint
A Majer-féle erdőtipológiai rendszer szerint társulásait az alábbi csoportokba oszthatjuk be:
1. acidofil erdőtársulások:
- mészkerülő erdeifenyves (Vaccino–Pinetum),
- fenyőelegyes tölgyes (Pino–Quercetum roboris)

2. bazofil erdőtársulások:
- homoki erdeifenyves (Festuco–Pinetum)
- sziklai erdeifenyves (Cytiso–Pinetum)

3. savanyú és meszes talajon is él:
- kultúr erdeifenyves (Pinetum sylvestris cultum)

## Felhasználása

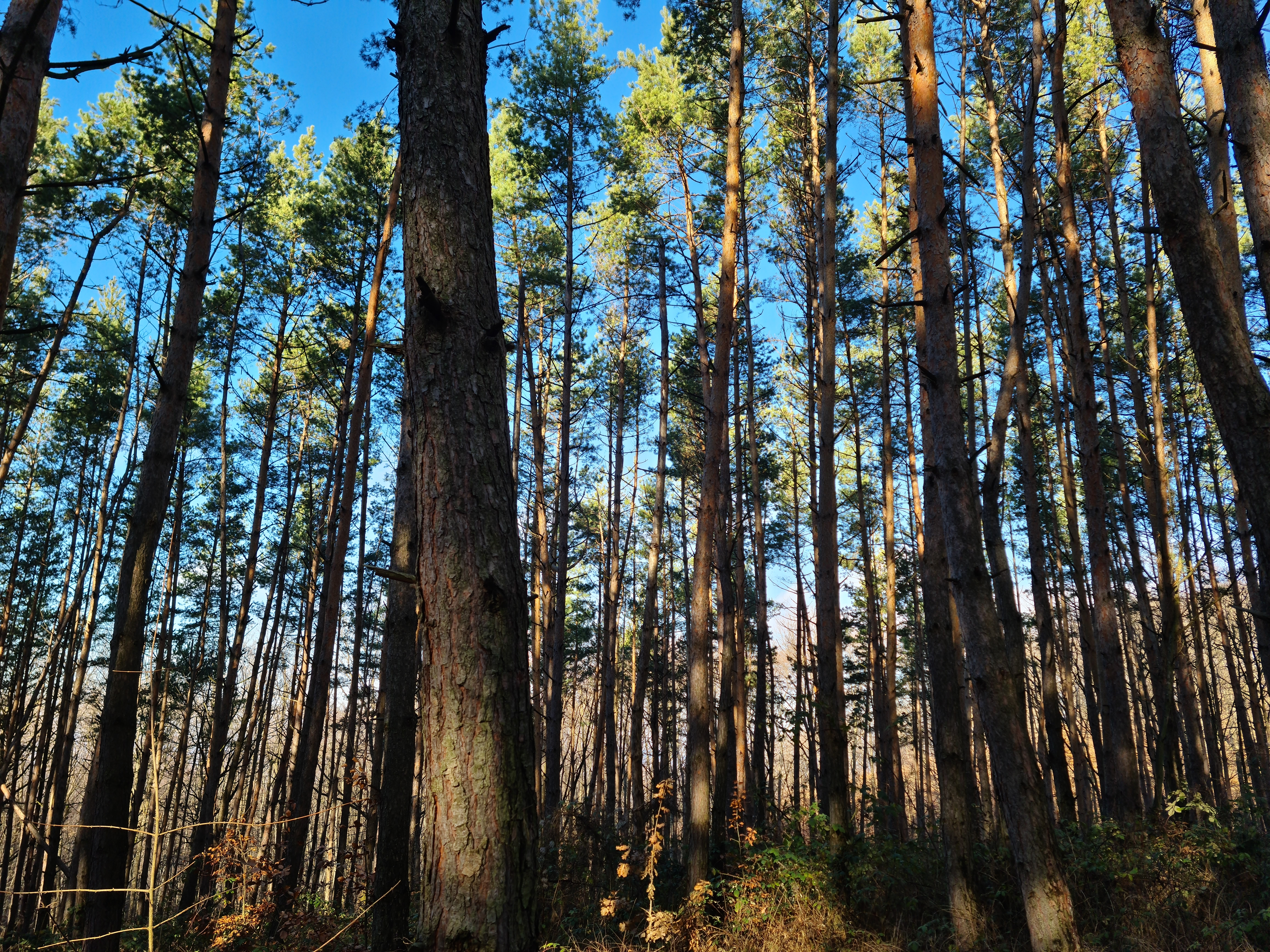
Erdeifenyő erdő Pásztó közelében

A feldolgozóipar a gyökerek kivételével minden részét hasznosítja.
A kérgébe vájt hosszanti bemetszésekből kicsurog a fenyőbalzsam (terebinthina), aminek két része az illóolaj (15–30%) és a száraz maradék (70–85%). Az illóolajat lúggal kezelik és újból lepárolják; ennek eredménye a aetheroleum terebinthinae rectificatum. A száraz maradék a fenyőgyanta (hegedűgyanta, colophonium). Az illóolaj (terpentinolaj) jellemző alkotói a különböző gyűrűs terpének, főleg az alfa-pinén (kb. 70%). Az üvegszerű, áttetsző, törékeny, sárga vagy enyhén barnássárga darabokban kinyert fenyőgyanta főleg diterpéneket (pl. dextro- és levopimársavat) és lignánokat (pl. pinorezinolt) tartalmaz.
A leveleiből kivont illóolaj antiszeptikus; különösen jó hatással van a légutakra. Emésztőszervi panaszokra is adják.
Fáját borovi fenyő néven a bútoriparban és a papíriparban hasznosítják. Mivel fája nagyon gyantás, tehát nagyon tartós is, ami értékes fenyő faanyaggá teszi. Alakját átnedvesedve és kiszáradva is jól tartja. Karácsonyfaként Magyarországon nem igazán terjedt el; gyantája időnként csöpög.
Lecsapolt gyantáját többféle célra is hasznosítják (amint ez a tűnyalábos fenyő cikkben olvasható).

## Alfajok, változatok

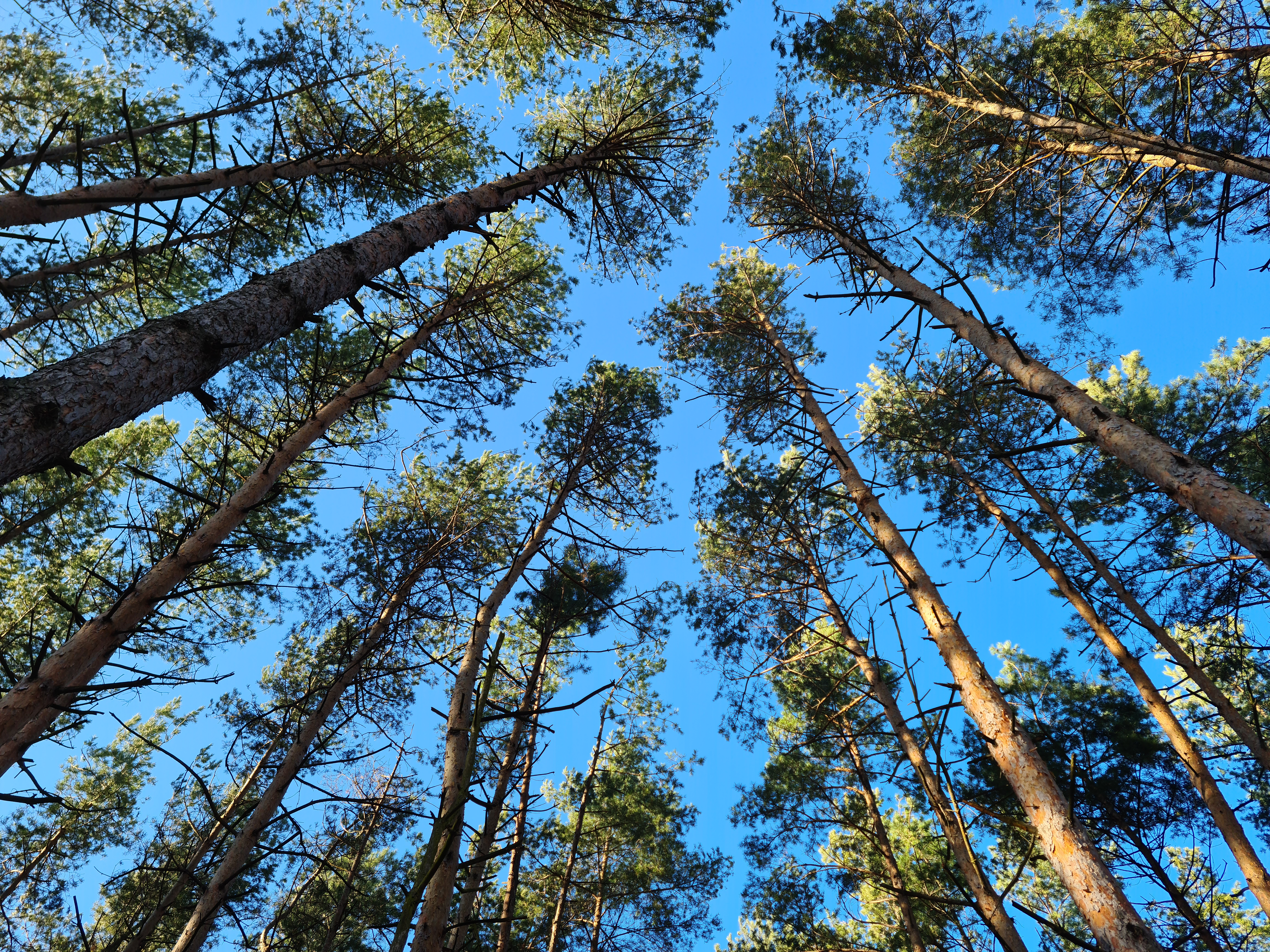
Erdeifenyő erdő a Mátrában

Mivel igen nagy területen fordul elő, és elterjedési területének déli határa nem összefüggő, számos kisebb-nagyobb mértékben különböző változatát írták le. Pravdin (1964) az alábbi alfajokat különbözteti meg:
- ssp. sylvestris L.: gyakorlatilag a teljes európai área területén, a 62° szélességtől délre,
- ssp. hamata Fomin: izolált előfordulások a Krím félszigeten és a Kaukázusban,
- ssp. lapponica Fries.: az európai área 62° szélességtől északra fekvő részén,
- ssp. sibírica Ledeb.: Ázsiában az 52° szélességtől északra,
- ssp. kulundensis Sukachev: a belső-ázsiai sztyeppek szegélyein, az 52° szélességtől délre.
- var. mongolica[5] — mongol erdeifenyő

Kertészetileg fontosabb fajták:
- ‘Aurea’ – koronája télen besárgul,
- ‘Fastigiata’ – gyorsan 15–20 m magasra növő, oszlopos változat kékeszöld levelekkel,
- ‘Repens’ – kúszó.
- ‘Sé’ – tűlevelei ezüstösen kékek — Bánó István szelektálta,
- ‘Watereri’ – alacsony növésű, lassan növő, tömött gömbkoronájú fa, a leggyakoribb kertészeti változat. Koronája eleinte kúp alakú, majd fokozatosan gömbölyödik. Ágai felállóak. Kedveltségének fő oka, hogy 4–6 cm hosszú levelei ezüstös kékeszöldek. 1865-ben találták egy normál növésű fán kialakult „boszorkányseprűként”, azóta szaporítják. Az ős példány a 20. század végére is csak 7,5 méteresre nőtt meg — leszármazottai ezt a méretet többnyire nem érik el. Épp oly igénytelen, mint az alapfaj, de párás helyen szebb a formája és sűrűbb a lombja.